# Борнел
Борнел (фр. Bornel) насеље је и општина у североисточној Француској у региону Пикардија, у департману Оаза која припада префектури Бове.
По подацима из 2011. године у општини је живело 3568 становника, а густина насељености је износила 285,9 становника/km². Општина се простире на површини од 12,48 km². Налази се на средњој надморској висини од 48 метара (максималној 162 m, а минималној 43 m).

## Демографија
| 1962. | 1968. | 1975. | 1982. | 1990. | 1999. | 2011. |
| ----- | ----- | ----- | ----- | ----- | ----- | ----- |
| 1.910 | 2.122 | 2.150 | 2.625 | 2.988 | 3.300 | 3.568 |

График промене броја становника у току последњих година